# Alethinophidia
Los aletinofidios (Alethinophidia) son un infraorden de saurópsidos (reptiles) escamosos del orden de las serpientes.

## Taxonomía
El infraorden Alethinophidia se subdivide en las siguientes familias:
- Acrochordidae, Bonaparte, 1831.
- Aniliidae, Stejneger, 1907.
- Anomochilidae, Cundall, Wallach y Rossman, 1993.
- Atractaspididae, Günther, 1858.
- Boidae, Gray, 1825.
- Bolyeriidae, Hoffstetter, 1946.
- Colubridae, Oppel, 1811.
- Cylindrophiidae, Fitzinger, 1843.
- Elapidae, F Boie, 1827.
- Homalopsidae Bonaparte, 1845.
- Lamprophiidae Fitzinger, 1843.
- Loxocemidae, Cope, 1861.
- Pareatidae Romer, 1956.
- Pythonidae, Fitzinger, 1826.
- Tropidophiidae, Brongersma, 1951.
- Uropeltidae, Müller, 1832.
- Viperidae, Oppel, 1811.
- Xenodermatidae Gray, 1849.
- Xenopeltidae, Bonaparte, 1845.